# أحمد محمود أبو زيد
أحمد محمود أبو زيد ( 17 نوفمبر 1974) كاتب سيناريو مصري.

## حياته ونشأته
هو ابن الكاتب الكبير محمود أبوزيد تخرج في المعهد العالي للسينما قسم الإخراج والسيناريو عام 1996. عمل مخرجًا بالقناة الفضائية المصرية، وأخرج العديد من البرامج التلفزيونية ومنها (عيون الكاميرا، مجلة السينما، روايات خلدتها السينما)، إلى جانب العديد من الأفلام التسجيلية والإعلانات، كما كتب عدة حلقات لمسلسل (شباب أون لاين) 2001، ومسلسل (122 نجدة) 2004، وعدة حلقات درامية لبرنامج (بين الناس) 2003، كما قام بإعادة إحياء أفلام والده وتحويلها إلى مسلسلات تحمل نفس الاسم من هذه الافلام (فيلم الكيف - فيلم العار)
أشقاؤه
الملحن والموسيقار الراحل أشرف محمود أبو زيد والمطرب والممثل كريم أبوزيد

## من أعماله
العار، وطاقة القدر، وكابتن أنوش، والكيف، وابن أصول، والشك، وآدم، وخطوط حمراء، وولي العهد.